# Distretto di Krasnohrad
Il distretto di Krasnohrad (in ucraino Красноградський район?, Krasnohrads'kyj rajon) è un distretto nell'oblast' di Charkiv  in Ucraina. Il suo centro amministrativo è la città di  Krasnohrad.Ha una popolazione di 103 856 abitanti.

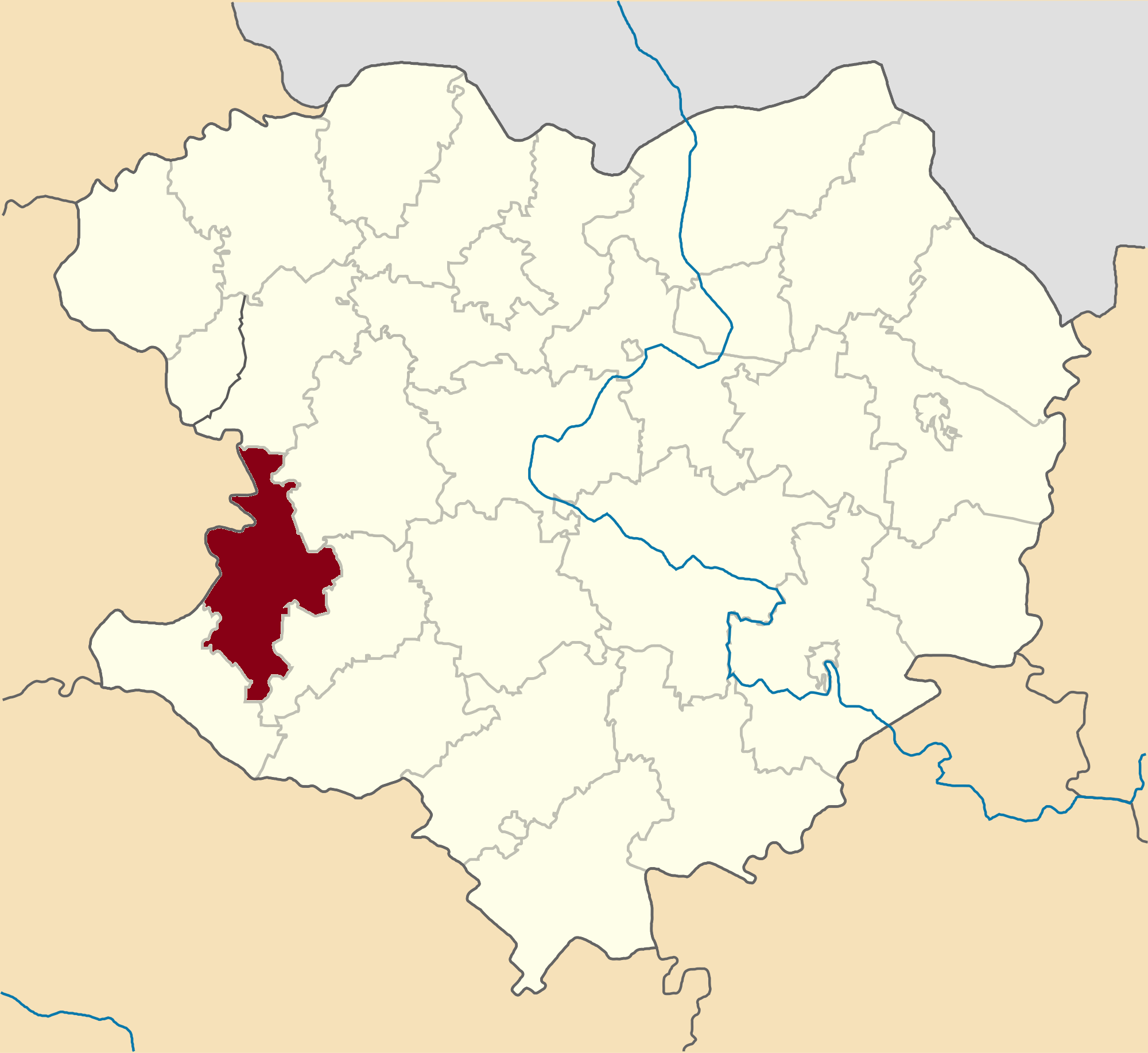
Territorio del distretto prima della riforma amministrativa del 2020

Il 18 luglio 2020, come parte della riforma amministrativa dell'Ucraina, il numero di distretti dell'oblast di Charkiv, è stato ridotto a sette e l'area del distretto di  Krasnohrad è stata notevolmente ampliata.